# Affaire James Bulger
Pour les articles homonymes, voir James Bulger et Bulger.
 (février 2023).
Si vous disposez d'ouvrages ou d'articles de référence ou si vous connaissez des sites web de qualité traitant du thème abordé ici, merci de compléter l'article en donnant les références utiles à sa vérifiabilité et en les liant à la section « Notes et références ».
L’affaire James Bulger est une affaire criminelle britannique qui a défrayé la chronique en 1993, à la suite de l'enlèvement et du meurtre le 12 février 1993 d'un enfant de deux ans, James Patrick Bulger (16 mars 1990 - 12 février 1993), par deux autres enfants (de dix ans), Robert Thompson né le 23 août 1982 et Jon Venables né le 13 août 1982, dans un centre commercial de Bootle, près de Liverpool, au Royaume-Uni.
Torturée et battue à mort, la victime est retrouvée près d'une ligne de chemin de fer à Walton deux jours plus tard. Confondus notamment par les vidéos des caméras de surveillance, les deux meurtriers sont inculpés puis condamnés dans un émoi particulier suscité par leur jeune âge. Il fut considéré par les juges que les criminels de moins de 13 ans ne risquaient pas de peine d'adulte, mais au maximum un placement en détention jusqu'au jour de leur majorité. Libérés à 18 ans, après 8 ans de placement en détention, les enfants devenus adultes ont dû changer d'identité afin d'échapper au ressentiment encore très présent de la population et des médias nationaux. Il faudra attendre une autre affaire, jugée en avril 2016, pour qu'un criminel de 13 ans (au moment des faits) soit condamné pour la première fois au Royaume-Uni à une peine d'adulte, en l'occurrence à une peine de prison à perpétuité réduite à 15 ans de sûreté.

## Meurtre
Jon Venables et Robert Thompson ont fait l'école buissonnière le jour du drame. Ils faisaient cela régulièrement et se sont retrouvés dans un centre commercial de Bootle. Les caméras de surveillance les montrent observant des enfants et probablement « choisir une cible ». Peu avant, Venables et Thompson s'étaient livrés à divers vols dont ceux d'une bombe de peinture bleue, d'une figurine de troll et de piles.
Venables et Thompson ont enlevé Bulger alors qu'il jouait devant une boucherie du centre commercial où sa mère prenait sa commande. Ils sont sortis du centre et ont marché ; en tout environ quatre kilomètres. Ils sont d'abord allés près du canal entre Leeds et Liverpool où ils ont frappé Bulger. Leur but était probablement de le noyer mais Bulger attirait trop les regards par ses cris. Par conséquent, ils ont continué à marcher. Pendant ce trajet, ils ont croisé plusieurs témoins mais les deux garçons ont fait preuve de sang-froid et ont menti en disant qu'ils ramenaient l'enfant à sa mère ou en disant qu'ils l'accompagnaient à la police.
Finalement, ils ont emmené Bulger sur une voie ferrée près de la gare désaffectée de Walton et Anfield dans le but de le jeter sous un train en faisant croire à un accident. Ils l'ont tout d'abord aspergé de la peinture bleue volée — des traces seront retrouvées sur leurs vêtements — puis ils l'ont déshabillé et frappé avec tout ce qu'ils trouvaient sur place - comme des briques et une barre de fer de 10 kg - et placé les piles volées dans la bouche de leur victime. Finalement, ils ont laissé Bulger sur la voie ferrée et sont partis. Quelque temps après, le passage d'un train a coupé le corps de Bulger en deux. Un médecin légiste a constaté plus tard que Bulger était déjà mort avant le passage du train.
Lors de l'autopsie, il s'est révélé qu'à la suite des coups avec la barre de fer, Bulger n'avait pas moins de dix fractures crâniennes.

## Enquête
Les deux jeunes suspects ont d'abord été confondus par les caméras de surveillance du centre commercial. En effet, on voyait James Bulger partir du centre accompagné de deux adolescents. La police a alors fait des recherches sur tous les adolescents âgés de moins de 18 ans habitant dans les alentours, sans se douter que des enfants de 10 ans pouvaient avoir fait ça. Jusqu'au jour où ils reçoivent un appel provenant d'une femme qui leur dit qu'elle a « aperçu Robert Thompson et Jon Venables avec le petit James ». Après cette information la police envoie un agent pour vérifier sa version. Quand l'agent arrive sur place et sonne, c'est le petit frère de Robert Thompson qui répond et qui dit à cet agent : « Nous sommes partis à l'enterrement de ce petit James ». Avec cette information, la police décide alors de convoquer les deux enfants. Ces derniers ont eu à répondre à des questions jusqu'à ce que Jon Venables fasse une erreur. Il affirme ne pas s'être rendu au centre commercial le jour de la disparition, mais va finalement faire marche arrière après qu'on lui aura dit que son compagnon, Robert Thompson, avait, dans le même temps, donné une version opposée à la sienne. Pendant leurs interrogatoires les deux enfants se sont accusés entre eux pour finalement reconnaître que c'était Thompson qui avait tout manigancé. Ils ont alors été placés en garde à vue, puis condamnés à la prison jusqu'à leur majorité. Ils ressortent donc en 2001, à 18 ans, après être restés 8 ans en prison.
À leur sortie, et pour protéger les deux assassins, les autorités leur ont accordé une nouvelle identité.
En 2010, Jon Venables écope de deux ans de prison à l'issue d'un procès où il avait plaidé coupable pour possession d'images de pornographie infantile. Seul le juge avait pu le voir, via vidéoconférence, pendant l'audience étant donné son identité protégée.
En novembre 2017 il est de nouveau inculpé pour des infractions relatives à des images de pornographie infantile.

## Postérité
Le meurtre du petit Bulger était si pesant pour ses parents qu'ils divorcèrent l'année suivant le drame, ne pouvant plus se consoler mutuellement. Ils ont depuis refait leur vie chacun de leur côté : Denise, la mère, a épousé Stuart Fergus en 1998 et ensemble ils eurent deux fils. De son côté, Ralph Bulger s'est aussi remarié et a maintenant trois filles.
Les mentalités ont  fait évoluer le droit au Royaume-Uni, permettant à des enfants commettant ces crimes d'éviter la prison. On n'entend plus parler d'eux jusqu'en 2010, quand Jon Venables – alors âgé de 27 ans – retourne en prison. Il a été arrêté en possession de vidéos pornographiques à caractère pédophile, et condamné à deux ans d'emprisonnement.
En 2011, un an après le retour de Jon Venables en prison, différentes sources révélèrent que ce dernier eut des rapports sexuels avec une femme du personnel de l'unité de sécurité dans laquelle il était détenu jusqu'à sa majorité. Cet incident se serait déroulé quelques mois avant sa libération, Venables étant alors âgé de 17 ans. Ces révélations suscitèrent la fureur quant au rôle que cette femme était censé avoir dans la réinsertion de Venables et à la vie quotidienne dans ces centres de réinsertion juvénile, qui furent alors davantage comparés à des camps de vacances derrière les barreaux plutôt qu'à des centres de détention à proprement parler.
Le film Chucky 3 est tristement célèbre au Royaume-Uni, car les médias l'ont soupçonné d'avoir inspiré ce meurtre sauvage. C'est pourquoi il n'est pas diffusé à la télévision pendant de nombreuses années.
Le Cortège de la mort, roman d'Elizabeth George, s'inspire en partie de cette affaire.
Tu n'auras pas peur, roman de Michel Moatti, est basé sur l'affaire James Bulger et ses suites judiciaires et médiatiques, en particulier le protocole Mary Bell, utilisé en Grande-Bretagne pour protéger l'identité des meurtriers mineurs.

## Polémiques
En 2018, le réalisateur irlandais Vincent Lambe adapte cette affaire en filmant un court-métrage (Detainment) présenté  comme une « histoire vraie basée sur les retranscriptions des interrogatoires et des enregistrements ». La famille de la victime exige qu'il soit retiré de la sélection de la nomination des Oscars  2019 et de renoncer à sa distribution. Sa pétition a été signée par 170 000 personnes.